# Satraparchis chilonaria
Satraparchis chilonaria là một loài bướm đêm trong họ Geometridae.